# Late Night with Conan O'Brien
Late Night with Conan O'Brien es un programa de conversación nocturno del tipo late night talk show, conducido por Conan O'Brien, transmitido por la NBC entre 1993 y 2009. Durante los dieciséis años de emisión han transmitido 2725 programas. El show contenía variedades de comedia, entrevistas a celebridades y presentaciones musicales y de comedia.
Late Night se trasmitía de lunes a viernes a las 12:37 a. m. (hora del este) y 11:37 p. m. (hora del centro). Desde de 1993 hasta 2000, Andy Richter participó como el sidekick del programa. La banda musical del programa era Max Weinberg y "The Max Weinberg 7", y su anunciador era Joel Godard.
Este es el segundo programa de la franquicia Late Night: O'Brien debutó en septiembre de 1993 como sucesor de David Letterman, quien había sido el conductor de la versión entre 1982 y 1993, Late Night with David Letterman. Letterman debido a su salida de NBC, al darle la conducción de The Tonight Show a Jay Leno, se trasladó a la cadena de televisión a CBS para crear y conducir The Late Show with David Letterman y ser la competencia con The Tonight Show.
En 2004, como parte de un trato para asegurar su permanencia, NBC anunció que O'Brien dejaría la conducción de Late Night en 2009 para reemplazar a Jay Leno, como conductor en The Tonight Show. Su sucesor sería Jimmy Fallon, quien comenzó a conducir su versión de Late Night el 2 de marzo de 2009 bajo el nombre de Late Night with Jimmy Fallon.

## Historia

### Reemplazando a David Letterman
Debido al retiro de Johnny Carson de la conducción de The Tonight Show en mayo de 1992, los ejecutivos de la NBC anunciaron que el conductor invitado del programa, Jay Leno, sería el reemplazante de Carson y no Letterman, quien era conductor de Late Night with David Letterman desde hace 11 años, programa que continuaba a las 12:35 a. m. después de Tonight. NBC dijo que los altos índices de audiencia que obtenía Letterman en Late Night no eran la razón para mantenerlo donde estaba, Letterman enojado por esta situación, al no obtener la conducción de The Tonight Show, por consejo de Carson, dejó NBC. Letterman firmó un contrato con CBS, en enero de 1993, para conducir su propio programa, llevándose a todo su equipo de productores y escritores, pero como NBC es dueño de los derechos del programa Late Night, programa que Letterman terminó en junio de 1993, incluyendo los sketches, Letterman creó el programa en la CBS bajo el nombre Late Show with David Letterman, estrenándose en agosto de 1993.
NBC no estaba preparado para reemplazar a ambos (Letterman y Late Night), la cadena necesitaba crear un nuevo programa, para lo cual les dio la posibilidad de conducción a Dana Carvey y Garry Shandling, quienes declinaron la oferta. NBC designó como el nuevo productor ejecutivo del programa a Lorne Michaels, quien desarrolla Saturday Night Live. Muchos comediantes audicionaron para la conducción, como Jon Stewart, Drew Carey y Paul Provenza. Michaels sugirió a O’Brien, un desconocido escritor de Los Simpsons y un exescritor de Saturday Night Live, que en palabras de O’Brien, solo había tenido cuarenta segundos de experiencia televisiva como extra en los sketches de Saturday Night Live, O’Brien realizó una audición al programa el 13 de abril de 1993. Sus invitados fueron Jason Alexander y Mimi Rogers, la audición se llevó a cabo en el estudio de The Tonight Show with Jay Leno. O’Brien fue confirmado como conductor del programa el 26 de abril, realizando su primera aparición ese día por Jay Leno en The Tonight Show. En el programa final de Late Night, O’Brien dijo que le «debía su carrera a Lorne Michaels».

### Debut
Late Night with Conan O’Brien debutó el 13 de septiembre de 1993, con Andy Richter como el sidekick de O’Brien. El primer programa incluyó como invitados a John Goodman, Drew Barrymore y Tony Randall. El episodio incluyó una presentación inicial de O’Brien caminando hacia los estudios en Rockefeller Center, en donde la gente le decían que tenía que «ser mejor que Letterman o más»; al llegar a su camerino, pretendía suicidarse, sin embargo le avisan que el programa iba a comenzar, frustrando sus planes.
Debido a la inexperiencia de O’Brien, en un principio el programa fue considerado como mediocre en cuanto a la conducción. El Chicago Sun Times dijo que O’Brien se notaba «nervioso y sin preparación», Tom Shales escribió: «En cuanto a O'Brien, el joven es un collage vivo de hábitos nerviosos molestos. Se ríe y ríe disimulado, se sacude y juega con sus puños. Tiene pequeños ojillos oscuros, como un conejo. Es uno de los blancos más blancos nunca he visto». La originalidad y la calidad de la comedia, liderada por el jefe de guionistas Robert Smigel, fue muy elogiado. Aunque O'Brien se benefició las cancelaciones de The Chevy Chase Show y de The Arsenio Hall Show. NBC solo le ofrecía contratos de corta duración: trece semanas a la vez y una vez durante seis semanas. O'Brien fue supuestamente casi despedido al menos una vez en este período, pero la NBC no tenía a nadie para reemplazarlo. Según Smigel, «estábamos básicamente cancelados a Conan, y luego cambiaron de opinión en agosto del 94; nos dio un respiro».
Según O'Brien un ejecutivo de la cadena le dijo, con respecto a Andy Richter, él "nunca tener éxito hasta que se deshiciera de él. Ese fue el tono de las conversaciones entre nosotros y la cadena”.  Se esperaba que el anfitrión de Talk Soup, Greg Kinnear se haría cargo de la función de sidekick, pero Kinnear rechazó la oportunidad y decidió seguir una carrera en la actuación. Celebridades como Tom Hanks aceptaron aparecer en Late Night, creando conciencia en la audiencia. Incluso Letterman, que admiraba sensibilidad cómica de O’Brien, apareció como invitado para mostrar su apoyo. Con el paso del tiempo O'Brien fue mejorado y empezó a recibir críticas favorables al año siguiente. Con los índices de audiencia mejorando gradualmente en el transcurso de dos años Late Night alcanzó llegó a un nuevo nivel de éxito comercial y público en 1996. Tom Shales retractó oficialmente su crítica previa con O’Brien diciendo: "Me equivoqué", y O'Brien recibió su primera nominación al Emmy por escritura en un programa de televisión, el cual sería nominado cada año hasta su fin.

### 1996-2000
En el 2000, Richter dejó Late Night (en buenos términos) para seguir una carrera en la actuación que afectó emocionalmente a O’Brien y evidenciándolo en el último programa de Richter. Muchos de los sketches del programa se basaban en la interacción entre O’Brien y Richter.
O’Brien trató de reemplazar a Richter, con interacciones con el público y con Max Weinberg.

### 2001-2009
En 2002, cuando O’Brien tenía que renovar su contrato, Conan O’Brien había recibido ofertas de otras cadenas, pero decidió quedarse con NBC, sin embargo, bromeaba con inicialmente un trato de trece semanas (como su primer contrato). Firmó un contrato hasta 2005, superando de esta forma la conducción de 12 años de Letterman.
En 2003, O’Brien agregó su compañía de producción “Conaco” como productor de Late Night. El programa celebró su décimo aniversario.
La última temporada de Late Night obtuvo un 1.98 millones de televidentes comparados con los 1.92 de The Late Late Show with Craig Ferguson.

## Programa

### Humor
El programa era conocido por su sensibilidad cómica inmadura y absurda que prácticamente igual a la mayoría de los programas de su tipo. Al igual que su predecesor, Late Night with David Letterman, el humor del programa también tuvo una racha de sarcasmo e ironía. Según Robert Smigel, quien se desempeñó como jefe de guionistas en 1993, el enfoque cómico de la serie era centrarse en ser diferente de David Letterman:
"Dejé un montón de reglas, algunas de las cuales estábamos locos, pero al final nos obligaron a llegar a una gran cantidad de material original. Tuvimos la ventaja de ser el sustituto de Letterman."
Típicamente O'Brien jugaría el papel "hombre correcto" de la comedia de lo absurdo. El programa tuvo una cantidad inusual de comedia y de contenido original no visto en otro programa nocturno de conversación como The Late Show with David Letterman o The Tonight Show with Jay Leno. O'Brien solía responder graciosamente su público de una respuesta decepcionante o demasiado entusiasta a sus bromas.
Sobre todo en los primeros años, los sketches cómicos superaron todos los segmentos en el programa, en ocasiones incluso interrumpir entrevistas a invitados y el monólogo de O'Brien. Frecuentes los sketches comenzarían al azar sin la introducción, por ejemplo, durante bromas entre Richter y O'Brien. Gran parte del humor tenía una calidad de fantasía como a la misma, donde los objetos inanimados hablarían o personajes tontos interrumpirían el show. En general, a lo largo de los años posteriores, los sketches originales, ideas y personajes estaban constantemente están introduciendo, en lugar de basarse en gran medida en unos pocos segmentos recurrentes como otras acciones pasadas y programas de entrevistas actuales. Todavía eran un buen número de segmentos recurrentes, pero una vez más.
Uno de los sketches que se repetía constantemente es la técnica de superponer los labios en una imagen existente, como en la técnica de la animación limitada Syncro -Vox, lo que resulta en hablar cosas a menudo bastante fuera de lugar y sin sentido.

### The Max Weinberg 7
Es la banda del programa, liderado por el baterista Max Weinberg, quien también sirvió de sidekick cuando Andy Richter se retiró, también pertenecían a la banda: Mark Pender en trompetas, Richie "LaBamba" Rosenberg en trombón, Mike Merritt en el bajo, Jerry Vivino en saxofón y su hermano Jimmy Vivino en guitarra, y Scott Healy en teclados. James Wormworth sirvió como reemplazante en la batería cuando Max salía de tour con la banda de Bruce Springsteen.
Max Weinberg y “La Bamba” fueron los más utilizados de la banda, para realizar sketches de comedia.
Todos los miembros de la banda tuvieron carreras paralelas exitosas como músicos de estudio.
Como es común en el formato de los programas de conversación nocturna, Max Weinberg 7 realizaba los temas de apertura y cierre del programa así como los temas cuando se iban a pausas comerciales y también tocaban cuando O'Brien terminaba su monólogo y se dirigía a su escritorio  (a excepción de varios meses a partir de abril de 2008, en el que se inserta un corte comercial en ese punto). Tema de apertura del programa fue escrito por Howard Shore y John Lurie (finalista para el trabajo como líder de la banda). El tema de cierre del programa se llamaba "Cornell Knowledge" y fue versionada por Jerry y Jimmy Vivino en su primer juntos. Sin embargo, en el programa Late Night, se tocó con más rápido que la versión del álbum.
La banda tocó una amplia variedad de canciones como música, soliéndose ser popular entre una variedad de épocas. Cuando Weinberg iba de giras con Bruce Springsteen como el baterista de la E Street Band. Durante su ausencia, los bateristas de repuesto temporales fueron contratados (más comúnmente James Wormworth), y la banda fue dirigido por Jimmy Vivino (“Jimmy Vivino y Max Weinberg 7 ").

### Joel Godard
Joel Godard, un locutor de varios años de los programas de la NBC, fue locutor del programa y un contribuidor frecuente comedia. Los sketches de comedia por lo general giran en torno a la supuesta homosexualidad de Godard, los hábitos sexuales desviados, abuso de sustancias y tendencias suicidas. No importa qué tan deprimente o desviadas está discutiendo el tema era, él siempre lo hizo con una voz exageradamente alegre y con una enorme sonrisa en su rostro. Varios sketches terminaron con Godard aparentemente suicidándose en su locutorio. Cuando Andy Richter dejó el programa en 2000, Joel Godard se hizo más común entre sketches.

### Equipo de escritura
En las primeras temporadas del programa el equipo de guionistas fue formado por varios cómics ahora famosos incluyendo a Robert Smigel como jefe de guiones. Bob Odenkirk, Louis CK, Tommy Blacha y Dino Stamatopoulos. Smigel dejó su posición como jefe de guiones del programa en 1995, por su carrera de actuación,  pero siguió apareciendo en el programa para hacer sketches como Triumph The Insult Comic Dog y sus entrevistas. Jonathan Groff se hizo cargo de su puesto hasta que sea reemplazado por Mike Sweeney en 2001.
Los miembros del equipo de guionistas de la serie con frecuencia aparecían los sketches del programa. Entre los más prolíficos fueron: Brian McCann (Preparation H Raymond, FedEx Papa, The Loser, Airsick Moth, Jerry Butters, Awesome Dave, Funhole Guy, Bulletproof Legs Guy, Adrian "Raisin" Foster, S&M Lincoln, etc.), Brian Stack (Hannigan the Traveling Salesman, Artie Kendall the Ghost Crooner, The Interrupter, Kilty McBagpipes, Fan-tastic Guy, Clive Clemmons, Frankenstein, Ira, Slipnut Brian, etc.), Jon Glaser (Segue Sam, Pubes, Awareness Del, Wrist Hulk, Ahole Ronald, Gorton's Fisherman, Jeremy, Slipnut Jon, etc.), Kevin Dorff (Coked-up Werewolf, Jesus Christ, Mansy the half-man/half-pansy, Joe's Bartender, Todd the Tiny Guy, etc.), y Andy Blitz (Awful Ballgame Chanter, el hermano de Vin Diesel Leonard Diesel, Slipnut Andy, Chuck Aloo conocido como la estrella de spin off de la serie 24). Blitz fue tan lejos como para viajar a la India para un sketches en el que llevaba el equipo a través de las calles de la India para obtener asistencia técnica de primera mano desde el teléfono al representante técnico del Centro de asistencia de la NBC.
Muchos de internos (practicantes) del programa se han transformado en actores o escritores como John Krasinsky, Mindy Kaling, Ellie Kemper, Jack McBrayer.

### Actores desketchesy apariciones de cameo
Late Night empleó una serie de actores de sketches, muchos de los cuales fueron reutilizados con frecuencia en diferentes roles en diferentes episodios. Varios años antes de unirse al elenco de Saturday Night Live, Amy Poehler menudo aparecían recurrentemente en muchos bocetos, aunque ella fue más recordada por interpretar el papel de la hermana adolescente Andy Richter, Stacy, la cual estaba obsesionada con Conan. Otros humoristas notables como Jack McBrayer, Rob Riggle, Rob Corddry, H. Jon Benjamin, Ellie Kemper, Bobby Moynihan, Matt Besser, Ian Roberts, Matt Walsh y Andrew Daly. Triumph, The Insult Comic Dog (creado y hablado por el jefe de guiones Robert Smigel) comenzó como parte de un sketch en el programa Late Night. Celebridades como Dr. Joyce Brothers, Nipsey Russell, Abe Vigoda, James Lipton, Bob Saget y William Preston, también hicieron apariciones frecuentes en los sketches en diferentes períodos del programa. Uno de los diseñadores gráficos del programa, Pierre Bernard, apareció en sketches.
Los invitados del programa también aparecieron ocasionalmente en sketches, ya sea durante las entrevistas o en los segmentos de comedia anteriores, por ejemplo, en “In The Year 2000” (en el año 2000) (que siempre contó con la participación de un invitado famoso después de que Andy Richter dejó el programa) o un sketches donde Conan fingía escribir en su diario mientras que una invitada atractiva estuviera allí. Muy raro que un programa de entrevistas, en donde a veces las entrevistas comenzaron con normalidad, pero se convirtieron en sketch tanto con el invitado y Conan, por lo general cuando el invitado era un "amigo del programa”.

### Personajes caracterizados
Es inusual para una programa nocturno de comedia, Late Night hizo uso frecuente de diversos personajes disfrazados como The Masturbating Bear, Robot on a Toilet y Pimpbot5000. El humor en estos sketches a menudo deriva de la construcción de los trajes de los personajes, así como el carácter absurdo de sus concepciones. Por ejemplo, Pimpbot5000 era un robot estilo de 1950, que se vestía y actuaba a la manera de un proxeneta, mientras que The Masturbating Bear era un hombre en un traje de oso que llevaba un pañal de gran tamaño que inevitablemente iban a comenzar a acariciar a sí mismo con la música de Aram Jachaturián, "Sabre Dance”, cuando ingresaba al escenario.

### Listado desketches
- In the Year 2000 (En el año 2000).
- Noches de Pasión con Señor O'Brien (nombre original), parodia a teleseries.
- The Audience Awards (Premios a la Audiencia).
- Desk Driving (Manejando en el Escritorio).
- Masturbating Bear
- Triumph the Insult Comic Dog (Triumph El Perro Insultante).
- Syncro-Vox, pantalla en donde se realizaba una "entrevista" a una imagen de una persona, mientras que otra doblaba la voz.
- Satellite TV, zapeo de canales de televisión por satélite

### Apariciones en otros programas
El programa hizo un cameo en el especial de Plaza Sésamo, Elmopalooza, donde Conan estaba entrevistando a dos extranjeros, mientras que Big Bird pasaba por ellos llevaba una cinta de vídeo.
También el programa hizo una aparición en Los Simpson en el episodio «Bart Gets Famous», en donde Conan entrevista a una famoso Bart.

## Producción
Late Night fue una producción de Lorne Michaels y su compañía Broadway Video (y desde 2003, junto a Conaco de O'Brien). Fue grabado en estudio 6A en el Edificio GE en Rockefeller Plaza en la ciudad de Nueva York. En el estudio al lado de la puerta estaban enmarcadas fotografías de Letterman, Carson, Jack Paar y Steve Allen, cada una de cuyas importantes programas de televisión nocturnos originado de estudio 6A o 6B (donde Late Night with Jimmy Fallon se graba en la actualidad). La capacidad del estudio es de un poco más de 200 personas en la audiencia. Era grabado alrededor de las 5:30 p. m. (hora del este) como si fuese un programa de una hora ininterrumpida, con la banda tocando música entre los cortes comerciales.
El formato del programa consistía en un monólogo en la apertura de O'Brien, seguido de diversos "sketch de escritorio". Estos generalmente incluyen varios sketches breves de segmentos recurrentes, o alguna otra forma de comedia. Típicamente O'Brien jugaría el papel "hombre recto". En el segmento segundo y cuarto de la serie, O'Brien entrevistó a dos invitados famosos, en el tercer segmento, O'Brien da a conocer los invitados de la noche siguiente o de la semana. Había a menudo un poco de comedia, así durante este segmento. Quinto segmento del espectáculo se suele reservar para un número musical o de stand-up comedy, o de vez en cuando otra entrevista. El segmento final de la demostración era por lo general un "buenas noches" rápido y los créditos finales, que a veces apareció parte de un poco de antes en el show.
Antes de la grabación en vivo del programa, algunos escritores del programa como Brian McCann o Mike Sweeney, presentaban un monólogo mientras la gente llegaba al estudio, al finalizar el programa O'Brien agradece al público por venir, saludando al mayor número de miembros de la audiencia que pueda. Después de la grabación del programa O'Brien cantó “End of the Show Song", que nunca salió al aire en el programa Late Night, aunque en febrero de 2009, un video fue publicada en Late Night Underground.
“The End of the Show Song” finalmente apareció en el aire el 21 de enero de 2010, su penúltimo programa como conductor de The Tonight Show. También salió al aire en el 29 de marzo de 2012 en su actual programa Conan y el 28 de octubre del 2013 como conmemoración de los 20 años de Conan O’Brien al aire (Late Night, Tonight Show y Conan). La tradición de cantar “The End of the Show” ha continuado, sin transmitirse al aire en Conan.

### Transmisión
Late Night comenzó a emitir en 1080i ATSC, el 26 de abril de 2005, con un simulcast en 480i NTSC con letterbox  (a diferencia de The Tonight Show, cuya simulcast NTSC es de pantalla completa). O'Brien celebró la conversión al formato HDTV con chistes durante toda la semana.

### Internet
El 6 de diciembre de 2005 los segmentos de Late Night with Conan O'Brien comenzaron a vender en la tienda iTunes Store. La mayoría de los segmentos tuvieron un precio de 1,99 dólares, al igual que la mayoría de los episodios de otras series, con los mejores "especiales" y otros segmentos más largos a un precio de $ 9.99. En diciembre de 2007 la NBC dejó de vender todos sus programas de televisión en iTunes, pero la red se lo devolvió a iTunes en septiembre de 2008 después de que NBC y Apple llegaron a un nuevo acuerdo. El programa fue ofrecido gratis en Hulu.com y el sitio web de la NBC, pero ahora no está disponible en Internet debido al conflicto de The Tonight Show de 2010.

## Episodios especiales

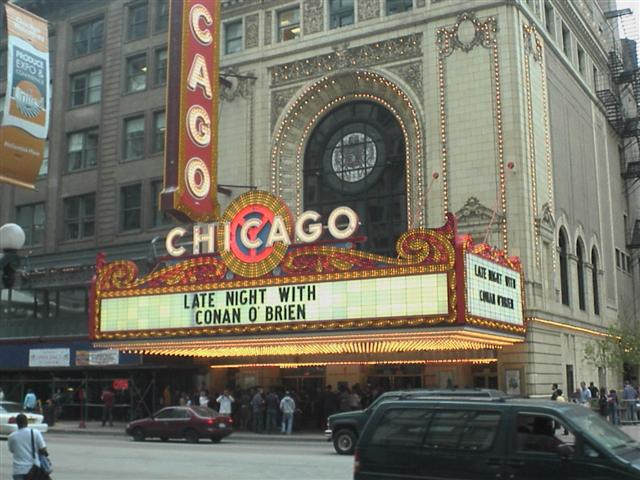
Marquesina del Teatro Chicago presentando el programa Late Night with Conan O'Brien

### Exteriores y lugares remotos
La grabación de programas en lugares remotos ha sido una de los elementos básicos de Late Night. La primera grabación en exteriores del programa fue en Los Ángeles (California) la semana del 9-12 de noviembre de 1999. Esta fue la única semana de grabación de exteriores en donde estuvo Andy Richter, además fue la única vez que el tema del programa fue alterado para la semana, con una versión más al estilo de surf. El programa fue transmitido desde los NBC Studios en Burbank California con un estudio temático, muy similar en diseño a la serie de Nueva York, algunos de los invitados esa semana fueron Jay Leno, Lisa Kudrow, Ben Affleck y Arnold Schwarzenegger.
Del 10 al 13 de febrero de 2004, Late Night se emitió desde el Teatro Elgin en Toronto, Canadá. Los invitados de estos episodios fueron todos los canadienses (con la excepción de Adam Sandler), e incluyó a estrellas como Jim Carrey y Mike Myers.
Del 9 a 12 de mayo de 2006, el programa se emitió desde el Chicago Theater en Chicago, Illinois.
Y entre el 30 de abril y el 4 de mayo de 2007, el programa se originó en el Orpheum Theater de San Francisco.

#### Finlandia
En un sketch llamado "Conan O'Brien Hates My Homeland" (Conan O'Brien odia mi Patria), Conan se burló de todas las naciones del mundo para ver si recibía cartas de esos países. Un locutor de la SubTV un canal de entretenimiento de Finlandia, pidió a la gente defender Finlandia, y los espectadores en Finlandia comenzaron a enviar correo. Conan recibió una abrumadora cantidad de tarjetas postales, lo cual se vio "obligado” a viajar a Finlandia a pedir una disculpa formal. Conan entonces fue tan lejos como para tener la bandera de Finlandia muestra en el fondo durante un discurso y calumniado de los finlandeses "odiado" a su vecino Suecia, con un letrero que decía "Suecia Sucks!" impreso sobre la bandera de Suecia. Parecería que esta cadena de acontecimientos llevó a las calificaciones elevadas en Finlandia y posteriormente también desató una relación especial con los espectadores en Finlandia. Más tarde, cuando Conan estaba hablando con miembros de la audiencia antes de la feria, un grupo de aficionados visitantes de Finlandia comentó que se parecía a su presidenta Tarja Halonen. Conan menciona el parecido en su programa, incluso mostrando fotos de Halonen junto a él. Cuando descubrió que Halonen estaba a la reelección comenzó a hacer anuncios satíricos en apoyo de Halonen y se comprometió a viajar a Finlandia para reunirse con ella si ella ganó la reelección. Cuando ella, efectivamente, ganó la reelección en enero de 2006, Conan viajó a Finlandia y se reunió con ella. En un episodio, emitido el 10 de marzo de 2006, se elabora sobre todo de material de archivo de un viaje de O'Brien a Finlandia. En el episodio, Conan saludó a los fanes en el aeropuerto, participó en un acto cultural de los sami, apareció en un programa de entrevistas de Finlandia, y trató de visitar a un fan que le había escrito. El episodio no fue grabado estrictamente como un episodio en vivo allí. El episodio Finlandia llegó como la culminación de una broma de larga duración en el programa.

### Dificultades técnicas y de producción
Una inesperada noticia ocurrió el jueves 10 de octubre de 1996, cuando un incendio de cinco alarmas en el Rockefeller Center mantuvo al estudios 6A fuera de servicio durante el resto de esa semana. El incendio se produjo en la madrugada del jueves, lo que dejó al personal muy poco tiempo para montar un programa en otro lugar. Presionado por el tiempo, O'Brien grabó el programa afuera de 30 Rock, en la oscuridad, a pesar del clima frío, fue grabado con el fondo de la estatua de Prometeo y Rockefeller Center. En el programa, O'Brien y Richter entraron en Brookstone (ubicado en el vestíbulo del Rockefeller Center), y con el equipo de cámara a cuestas, y compraron un sillón reclinable de cuero de masaje para el primer invitado, Samuel L. Jackson. El segundo de los dos programas especialmente llamado "Fire Show”, la noche del viernes, fue grabado en el estudio de The Today Show, que no fue afectado por el fuego.
Durante el apagón de 2003, O'Brien y el personal grabaron una breve introducción de 5 minutos explicando que el episodio que había planeado para ese día no se llevaría a cabo debido al apagón. Estudio 6A fue accionado por un generador e iluminado por los reflectores que funcionan con baterías.

### Episodios trucados
Otros episodios que fueron grabadas en el estudio fueron más tarde trucados con efectos especiales:
En 1996 se realizó un "Time Travel Week" (Semana de viaje en el tiempo), de cuatro episodios, en los que Conan y Andy (y la banda) “viajaban” a algún momento de la historia diferente cada noche. Los tiempos y las localizaciones incluidas la Guerra Civil, Grecia Antigua, El futuro, y los tempranos años 80 (en cual apertura aparece David Letterman, como cameo).
En 1997, un episodio especial fue grabado en el que la audiencia del estudio estaba compuesta únicamente de niños en edad de escuela primaria, principalmente de 5-10 años de edad. Conan interactuó con los niños, animándoles a abuchear cuando sea invitado sea demasiado prolijo y aburrido.
Un episodio de 2003 fue regrabada íntegramente en animación con plastilina, incluyendo los títulos de crédito y los cortes comerciales.
El 31 de octubre de 2006, un episodio de Halloween, que se transmitió originalmente en mayo y contó con Larry King, entre otros invitados. El uso de un proceso, el programa llamado "Skelevision“, en la cual todas las imágenes fueron grabadas con esqueletos.

### Exclusiva de U2
En el episodio del 6 de octubre de 2006, Late Night fue dedicado completamente a la banda U2, siendo la primera vez en los 12 años del programa que se entrevistaba a una banda en todo el programa, Jim Pitt, el ejecutivo a cargo de traer a los invitados para el programa, dijo que en los 12 años trabajando para Late Night, U2 y Johnny Cash eran los “artistas soñados”. La banda toco tres canciones mientras eran entrevistados.

### Episodios durante la huelga de escritores del 2007-2008
Después de dos meses fuera del aire, el primer programa durante la huelga de escritores del 2007-2008, el 2 de enero del 2008, iniciando con un pequeño segmento musical al principio del programa, además mostrando como le había crecido la barba a O’Brien, mostrando así su apoyo a la causa. Al principio del capítulo del 28 de enero, fue revelado que Conan se había afeitado su barba.
En muchas ocasiones durante los episodios producidos durante la huelga de escritores, O’Brien mataba el tiempo haciendo rodar su añillo de bodas en su escritorio, cosa que solo lo realizaba en los ensayos.

#### ”Batalla” con Jon Stewart y Stephen Colbert
En la mitad de la huelga de escritores, Conan O’Brien dijo en su programa que él había sido quien inicio la causa para apoyar a Mike Huckabee como candidato presidencial, debido a que su sketch “Walker Texas Ranger Lever”, mientras Chuck Norris coincidentemente apoyaba a Huckabee. Mientras tanto, Stephen Colbert, atreves de su sketch “The Colbert Bump”, había sido el responsable por el éxito de la carrera presidencial del 2008. Después O’Brien respondió que él era el responsable por el éxito de Colbert, por solo mencionarlo en su programa. En respuesta el animador de The Daily Show, Jon Stewart, dijo que él era el responsable por el éxito de O’Brien lo que convertiría en éxito Huckabee y Colbert. El resultado una “batalla” entre los tres animadores, apareciendo en cada uno de sus programas “peleando”, y terminando con una “batalla” en Late Night.

### Episodios de Aniversario
En 1996, para el tercer aniversario del programa, el programa fue emitido en su horario normal de las 12:35 a. m. / 11:35 p. m. El programa fue compuesto por los mejores clips de los primeros 3 años del programa.
En 1998, para el quinto aniversario, trasmitido en el horario de prime time (10 p. m.), mostró lo mejor de los primeros 5 años del programa, este fue grabado en el estudio de Saturday Night Live. El especial fue vendido en VHS.
En 2003 para los 10 años del programa, se realizó un programa similar a los anteriores con invitados como: Andy Richter, quien ya estaba fuera del programa y Jack Black. El programa fue grabado en Beacon Theater en New York y más tarde se vendió el episodio en DVD.

### Episodio final
El último programa de Late Night with Conan O’Brien fue grabado el 20 de febrero de 2009 y trasmitido a la medianoche. El programa incluyó lo mejor de los últimos dieciséis años. John Mayer envió un video de despedida para O’Brien, diciendo que en Los Ángeles «lo iban a comer vivo», también estuvieron Abe Vigoda, quien no pudo trasladarse a Los Ángeles con el equipo y Will Ferrell, caracterizado como George Bush.
Quien fuese su sidekick, Andy Richter, volvió a juntarse con O’Brien para The Tonight Show en junio, estuvieron en el último capítulo mostrando lo mejor de los sketches, también durante la última semana del programa O’Brien comenzó a desmantelar el estudio en el programa, regalando las piezas al público.
Una de las bandas favoritas de Conan es The White Stripes, quienes tocaron entonces la canción «We’re Going to Be Friends»; esta sería la última presentación de la banda antes de su ruptura en febrero de 2011. El programa terminó con un discurso de despedida de O’Brien, quien, visiblemente emocionado, agradeció a sus fanes, escritores, productores, equipo detrás de cámara, su familia, The Max Weinberg 7, David Letterman, Joel Godard, Jay Leno and Lorne Michaels, además de asegurar que su cambio a The Tonight Show no lo iba a cambiar en su forma de realizar el programa.
3.4 millones de personas vieron el último capítulo de O’Brien en Late Night, la mayor audiencia desde el 24 de enero de 2005, episodio que siguió al tributo de Johnny Carson en The Tonight Show with Jay Leno.
Después del término del programa, el estudio 6A en Rockefeller Center fue remodelado para The Dr. Oz Show. En el verano de 2013, NBC cambió Late Night with Jimmy Fallon al estudio 6A, mientras que el estudio en que estaba 6B sería remodelado para The Tonight Show Starring Jimmy Fallon, mientras Dr. Oz se emite desde los estudios de la ABC.

## Diseño de estudio
El estudio de Late Night ha sido cambiado algunas veces, pero manteniendo la estructura básica de Late Night with David Letterman, había un espacio a la izquierda del televidente, en donde se realizaba el monólogo y las presentaciones musicales, y el escritorio a la derecha, mientras que The Max Weinberg se ubicaba a la esquina izquierda del televidente. Además del escritorio incluía un sillón para los invitados, una mesa de café.

## Trasmisiones internacionales
El programa se trasmitía a varias partes del mundo.
| País          | Canal              | Emisión                      |
| ------------- | ------------------ | ---------------------------- |
| Israel        | Yes stars Comedy   | Lunes a viernes 11:15 p. m.  |
| Australia     | The Comedy Channel | Lunes a viernes 11:15 p. m.  |
| Canada        | 'A'                | Simulcast con NBC            |
| Findlandia    | Sub                | Lunes a viernes 12:00 a. m.  |
| Suecia        | TV4 Plus           | Lunes a viernes 12:00 a. m.  |
| Medio Este    | Super Comedy       |                              |
| Latinoamérica | I-Sat              | Lunes a viernes 12:30 a. m.  |
| Turquía       | e2                 | Martes a viernes 12:00 a. m. |
| Portugal      | SIC Radical        |                              |
| Francia       | 3e                 | Lunes a viernes 12:00 a. m.  |

## Premios
| Año  | Categoría | Resultado |
| ---- | --- | --------- |
| 1996 | Logro Individual Sobresaliente en Escritura para un Programa de Variedades o Música | Nominado  |
| 1997 | Logro Individual Sobresaliente en Escritura para un Programa de Variedades o Música | Nominado  |
| 1998 | Logro Individual Sobresaliente en Escritura para un Programa de Variedades o Música | Nominado  |
| 1999 | Logro Individual Sobresaliente en Escritura para un Programa de Variedades o Música | Nominado  |
| 2000 | Logro Individual Sobresaliente en Escritura para un Programa de Variedades o Música | Nominado  |
| 2001 | Logro Individual Sobresaliente en Escritura para un Programa de Variedades o Música | Nominado  |
| 2002 | Logro Individual Sobresaliente en Escritura para un Programa de Variedades o Música | Nominado  |
| 2003 | Logro Individual Sobresaliente en Escritura para un Programa de Variedades o Música Mejor Programa de Variedades, Música o Comedia | Nominado  |
| 2004 | Logro Individual Sobresaliente en Escritura para un Programa de Variedades o Música Dirección Técnica Sobresaliente, trabajo de cámara, y vídeo para una serie Mejor Programa de Variedades, Música o Comedia | Nominado  |
| 2005 | Logro Individual Sobresaliente en Escritura para un Programa de Variedades o Música Dirección Técnica Sobresaliente, trabajo de cámara, y vídeo para una serie Mejor Programa de Variedades, Música o Comedia | Nominado  |
| 2006 | Logro Individual Sobresaliente en Escritura para un Programa de Variedades o Música Dirección de Iluminación Sobresaliente (Electrónica, Multi-Cámara) para programación de VMC Outstanding Multi-Camera Picture Editing for a Series Dirección Técnica Sobresaliente, trabajo de cámara, y vídeo para una serie Mejor Programa de Variedades, Música o Comedia | Nominado  |
| 2007 | Logro Individual Sobresaliente en Escritura para un Programa de Variedades o Música Dirección de Iluminación Sobresaliente (Electrónica, Multi-Cámara) para programación de VMC Dirección Técnica Sobresaliente, trabajo de cámara, y vídeo para una serie Mejor Programa de Variedades, Música o Comedia                                                       | Nominado  |
| 2008 | Logro Individual Sobresaliente en Escritura para un Programa de Variedades o Música Dirección de Iluminación Sobresaliente (Electrónica, Multi-Cámara) para programación de VMC Mejor mezcla de sonido de Variedades, Música serie o Especial Dirección Técnica Sobresaliente, trabajo de cámara, y vídeo para una serie                                        | Nominado  |
| 2009 | Logro Individual Sobresaliente en Escritura para un Programa de Variedades o Música | Nominado  |

| Año  | Categoría                                            | Resultado |
| ---- | ---------------------------------------------------- | --------- |
| 1997 | Comedia / Variedad (Incluyendo Conversación) - serie | Ganador   |
| 1999 | Comedia / Variedad (Incluyendo Conversación) - serie | Nominado  |
| 2000 | Comedia / Variedad (Incluyendo Conversación) - serie | Ganador   |
| 2001 | Comedia / Variedad (Incluyendo Conversación) - serie | Nominado  |
| 2002 | Comedia / Variedad (Incluyendo Conversación) - serie | Ganador   |
| 2003 | Comedia / Variedad (Incluyendo Conversación) - serie | Nominado  |
| 2004 | Comedia / Variedad (Incluyendo Conversación) - serie | Nominado  |
| 2005 | Comedia / Variedad (Incluyendo Conversación) - serie | Ganador   |
| 2006 | Comedia / Variedad (Incluyendo Conversación) - serie | Ganador   |
| 2007 | Comedia / Variedad (Incluyendo Conversación) - serie | Nominado  |
| 2009 | Comedia / Variedad (Incluyendo Conversación) - serie | Nominado  |

| Año  | Categoría                                 | Resultado |
| ---- | ----------------------------------------- | --------- |
| 2005 | Favorito Animador de Late Night Talk Show | Nominado  |
| 2006 | Favorito Animador de Late Night Talk Show | Nominado  |

| Año  | Categoría                                               | Resultado |
| ---- | ------------------------------------------------------- | --------- |
| 2006 | Producción Televisiva del Año en Variedad de televisión | Nominado  |
| 2007 | Producción Televisiva del Año en Variedad de televisión | Nominado  |